# E-benzin
Az e-benzin egy szintetikus üzemanyag, amelyet az  Audi gépjárművekben való használatra fejlesztett ki. Az Audi a Global Bioenergies S.A.-val közösen fejleszti az üzemanyagot. Az e-benzin lényegében folyékony izooktán üzemanyag, és szén-dioxid-semlegesnek tekinthető. Az üzemanyag kén- és benzolmentes.

## Előállítása
Jelenleg biomasszából állítják elő kétlépcsős eljárással. Az első lépésben gáznemű izobutént (C4H8) állít elő a Global Bioenergies. Ezután a második lépésben a Fraunhofer Center for Chemical Biotechnological Processes további hidrogént ad hozzá, hogy azt izooktánná (C8H18) alakítsa át.

## Fordítás
Ez a szócikk részben vagy egészben  az   E-gasoline című angol Wikipédia-szócikk ezen változatának fordításán alapul.  Az eredeti cikk szerkesztőit annak laptörténete sorolja fel. Ez a jelzés csupán a megfogalmazás eredetét és a szerzői jogokat jelzi, nem szolgál a cikkben szereplő információk forrásmegjelöléseként.

## Kapcsolódó szócikk
- Elektroüzemanyag